# Calacoa-Bellavista
Calacoa Bellavista es una localidad peruana ubicada en la región Moquegua, provincia de Mariscal Nieto, distrito de San Cristóbal. Es asimismo capital del distrito de San Cristóbal. Se encuentra a una altitud de 3485 m s. n. m. Tenía una población de 1170 habitantes en 1993.

## Clima
| Parámetros climáticos promedio de Calacoa Bellavista | Parámetros climáticos promedio de Calacoa Bellavista | Parámetros climáticos promedio de Calacoa Bellavista | Parámetros climáticos promedio de Calacoa Bellavista | Parámetros climáticos promedio de Calacoa Bellavista | Parámetros climáticos promedio de Calacoa Bellavista | Parámetros climáticos promedio de Calacoa Bellavista | Parámetros climáticos promedio de Calacoa Bellavista | Parámetros climáticos promedio de Calacoa Bellavista | Parámetros climáticos promedio de Calacoa Bellavista | Parámetros climáticos promedio de Calacoa Bellavista | Parámetros climáticos promedio de Calacoa Bellavista | Parámetros climáticos promedio de Calacoa Bellavista | Parámetros climáticos promedio de Calacoa Bellavista |
| Mes                                                  | Ene.                                                 | Feb.                                                 | Mar.                                                 | Abr.                                                 | May.                                                 | Jun.                                                 | Jul.                                                 | Ago.                                                 | Sep.                                                 | Oct.                                                 | Nov.                                                 | Dic.                                                 | Anual                                                |
| ---------------------------------------------------- | ---------------------------------------------------- | ---------------------------------------------------- | ---------------------------------------------------- | ---------------------------------------------------- | ---------------------------------------------------- | ---------------------------------------------------- | ---------------------------------------------------- | ---------------------------------------------------- | ---------------------------------------------------- | ---------------------------------------------------- | ---------------------------------------------------- | ---------------------------------------------------- | ---------------------------------------------------- |
| Temp. máx. media (°C)                                | 19.1                                                 | 18.9                                                 | 18.7                                                 | 18.8                                                 | 17.9                                                 | 17.5                                                 | 17.2                                                 | 17.9                                                 | 18.8                                                 | 19.7                                                 | 20                                                   | 19.9                                                 | 18.7                                                 |
| Temp. media (°C)                                     | 12.1                                                 | 12.1                                                 | 11.7                                                 | 11                                                   | 9.6                                                  | 8.7                                                  | 8.2                                                  | 8.8                                                  | 10.1                                                 | 11                                                   | 11.5                                                 | 12.1                                                 | 10.6                                                 |
| Temp. mín. media (°C)                                | 5.1                                                  | 5.3                                                  | 4.8                                                  | 3.3                                                  | 1.4                                                  | 0                                                    | -0.8                                                 | -0.3                                                 | 1.5                                                  | 2.3                                                  | 3.1                                                  | 4.3                                                  | 2.5                                                  |
| Fuente: climate-data.org                             |                                                      |                                                      |                                                      |                                                      |                                                      |                                                      |                                                      |                                                      |                                                      |                                                      |                                                      |                                                      |                                                      |